# Pocono Raceway
Pocono Raceway — 2,5-мильный гоночный овал нестандартной треугольной формы (англ. tri-oval), расположенный рядом с населённым пунктом Блэксли в штате Пенсильвания в США. С момента открытия первой версии трассы в 1969 году на ней проводились различные мероприятия, включая автогонки американских серий NASCAR, IndyCar Series, IMSA GT, Trans-Am и другие.
Главная особенность этого «овала» заключается в его необычной треугольной конфигурации, сочетающей в себе три непохожих друг на друга поворота с различными углами бэнкингов, благодаря чему оптимальная настройка машин для эффективного прохождения всех трёх поворотов крайне затруднительна для гоночных команд.

## Описание

Схема трассы со скопированными у других овалов поворотами

Основная конфигурация (триовал) автодрома Pocono Raceway составляет 2,5 мили (4,0 км) с бэнкингом 14° в первом повороте трассы, 8° во втором повороте и 6° в третьем повороте. По сравнению с другими овальными трассами NASCAR, это единственная трасса в расписании с тремя поворотами. Все три поворота основаны на поворотах с других известных гоночных трасс: создатель концепции трассы Роджер Уорд спроектировал первый поворот по образу поворота Trenton Speedway, второй поворот как у Indianapolis Motor Speedway, а схема третьего поворота была позаимствована им у Milwaukee Mile. В дополнение к триовалу, на Pocono Raceway имеются различные конфигурации с поворотами внутри триовала. По словам главного исполнительного директора автодрома Ника Игдальски, в 2018 году существовало 44 возможных конфигурации трассы.
Гоночная трасса Pocono Raceway расположена в Блэксли, штат Пенсильвания, между межштатной автомагистралью I-80 и автомагистралью Пенсильвании PA 115. Хотя частная администрация Pocono Raceway не публикует официальные данные о вместимости автодрома, издание Frontstretch в 2021 году оценивало вместимость в 76 812 мест.

## Гонки

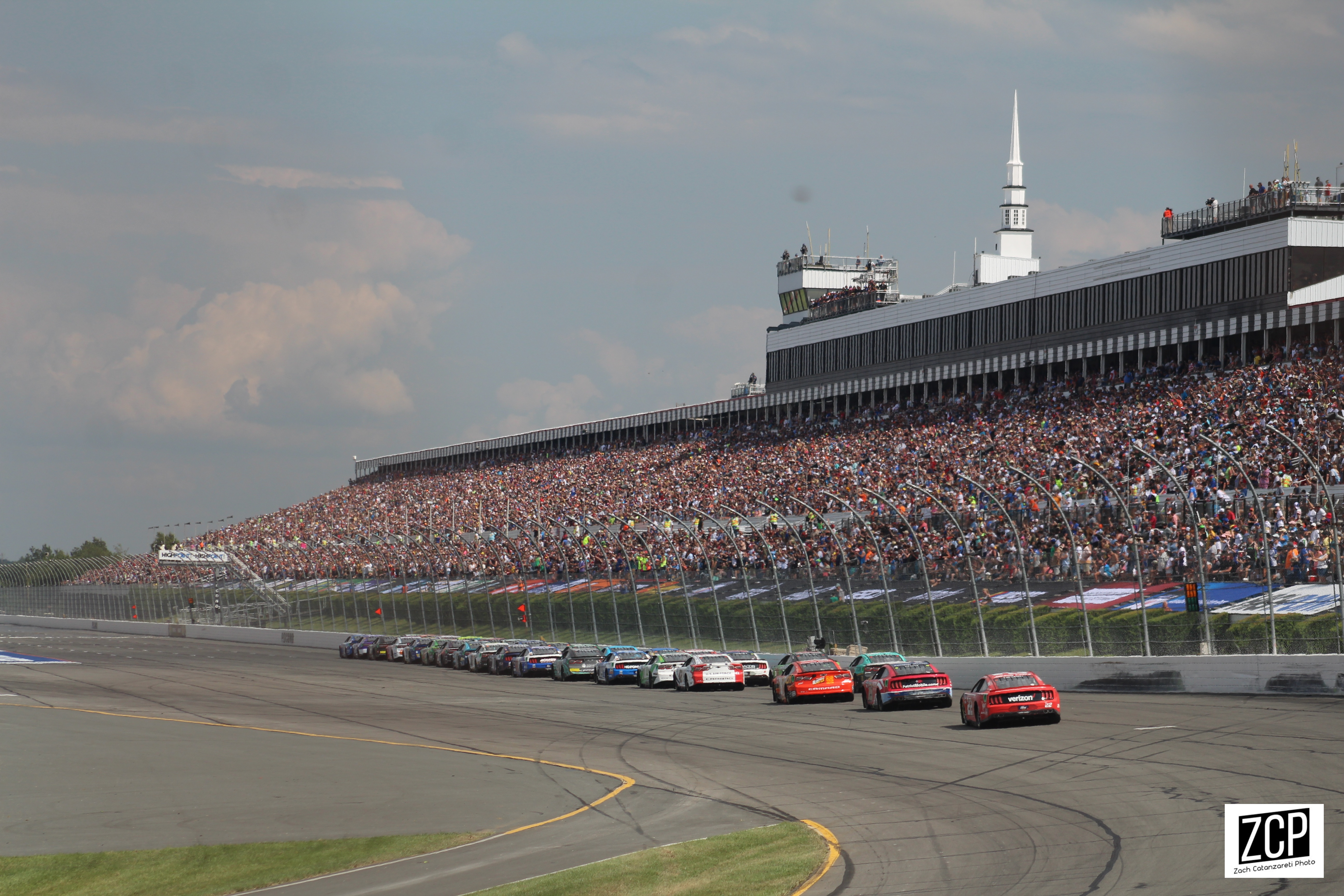
Рестарт гонки NASCAR Cup Series 28 июля 2023 перед главной трибуной

Pocono Raceway принимает один ежегодный уикенд NASCAR, включающий гонку высшего дивизиона NASCAR Cup Series, известную как The Great American Getaway 400. На триовале также проходят гонки поддержки NASCAR второго дивизиона Xfinity Series (Explore the Pocono Mountains 250) и гонки третьего дивизиона NASCAR Truck Series (MillerTech Battery 200).
Первые большие гонки с открытыми колёсами на Pocono Raceway прошли в 1971 году на триовале в качестве первого события на трассе, при этом 500-мильный (800-километровый) заезд прошёл под эгидой Автоклуба США (USAC). В 1982 году контроль над мероприятием был передан серии Championship Auto Racing Teams (CART) после того, как CART отделилась от USAC тремя годами ранее. Семь лет спустя, начиная с 1990 года, после многочисленных жалоб на безопасность, CART перестал приезжать на Pocono Raceway. После 22-летнего отсутствия на этой трассе гонок с открытыми колёсами, в 2013 году они вернулись на триовал уже с серией IndyCar. В 2015 году Джастин Уилсон был сильно травмирован в гонке и скончался в больнице на следующий день, а Роберт Уикенс после аварии в 2018 году был частично парализован. Из-за проблем с безопасностью последняя гонка Pocono 500 в IndyCar прошла в 2019 году, после чего трасса выбыла из календаря гоночной серии.
С 1975 по 1976 год Pocono Raceway принимал гонки кузовной серии Trans-Am. С 1981 по 1985 год на Pocono Raceway проходили гонки чемпионата IMSA GT.